# Пощенска кутия за приказки
„Пощенска кутия за приказки“ е литературен проект, създаден от Гери Турийска.

## Начало
Литературният проект стартира през 2010 г. Всеки месец любители на късия разказ изпращат писма по зададена тема. Десет от историите се селектират и прочитат на живо. С текст може да участва всеки, като единственото изискване към авторите е да се вместят в три страници.
Избраните произведения се прочитат от популярни личности – журналисти, писатели, музиканти, артисти и др. От март 2015 г. събитието се излъчва и на живо.

## Участници
Сред участниците в „Пощенска кутия за приказки“ са били Владо Пенев, Александър Сано, Ненчо Балабанов, Калин Врачански, Стефан Щерев, Камен Алипиев, Марта Вачкова, Мария Силвестър, Камен Воденичаров, Захари Бахаров, Милица Гладнишка, Симеон Владов, Мая Бежанска, Елена Бозова, Стоян Алексиев, Део, Кирил Ефремов, Александър Митрев, Георги Тошев, Емил Джасим, Константин Лунгов, Васил Русев, Алиса Атанасова, Пламен Зафиров — Зафая, Дидо от Д2, Константина Живова, Биляна Петринска, Драго Симеонов, Стефан Вълдобрев, Евелина Павлова, Ирмена Чичикова, Васил Гюров, Елен Колева, Снежана Макавеева, Георги Мамалев, Ива Дойчинова, Диана Алексиева, Любо Киров, Георги Кушвалиев, Елена Розберг, Краси Москов, Богдана Трифонова, Яна Огнянова, Радина Боршош, Филип Буков, Стефания Кочева, Алена Вергова, Прея Осасей и др.